# Josefina Molina
Josefina Molina Reig (Cordova, 14 novembre 1936) è una regista e sceneggiatrice spagnola.

## Biografia
Nel 1990 il suo film Squillace è stato candidato al Premio Goya per il miglior film.

## Filmografia

### Regista
- Vera, un cuento cruel (1974)
- La chiave dell'amore (Cuentos eróticos) (segmento "La tilita") (1980)
- Recita di notte (Función de noche) (1981)
- Teresa de Jesús (1984)
- Squillace (Esquilache) (1989)
- La cosa più naturale (Lo más natural) (1991)
- Lola va a i porti (Lo más natural) (1993)